# Protestantse begraafplaats Driewegen
De Protestantse begraafplaats Driewegen is een begraafplaats, gelegen aan de Van Tilburghstraat in het Nederlandse dorp Driewegen (gemeente Borsele in de provincie Zeeland). De begraafplaats ligt achter de Protestantse kerk. Ze wordt omsloten door een haag en is toegankelijk via een tweedelig metalen traliehek. Op de begraafplaats staat een gedenksteen voor de dorpsgenoten die omkwamen tijdens de strijd bij de bevrijding van de streek in oktober 1944. 

## Britse oorlogsgraven
Op de begraafplaats liggen twee graven van gesneuvelde Britse militairen uit de Tweede Wereldoorlog. Een is van Roy Alan Fuller, officier bij de Royal Air Force Volunteer Reserve. Samen met zijn piloot vloog hij met een Mosquito jachtvliegtuig een nachtmissie toen ze op 17 september 1944 werden neergeschoten. Het andere graf is van een niet geïdentificeerde militair die stierf op 14 mei 1945.
De graven worden onderhouden door de Commonwealth War Graves Commission waar ze geregistreerd staan onder Driewegen Protestant Cemetery.